# Shérazad Reix
Shérazad Reix (* 3. April 1989 als Shérazad Benamar) ist eine ehemalige französische Tennisspielerin.

## Karriere
Reix, die mit sieben Jahren mit dem Tennissport begann, bevorzugt für ihr Spiel den Hartplatz. Sie bestreitet hauptsächlich Turniere auf dem ITF Women’s Circuit, bei denen sie bereits sieben Einzel- und zehn Doppeltitel gewinnen konnte. Ihr erstes Turnier als Profi spielte sie im November 2005 in Le Havre.
Für die French Open erhielt sie 2015 zusammen mit ihrer Partnerin Clothilde de Bernardi eine Wildcard für das Doppel. Sie unterlagen in der ersten Runde Hsieh Su-wei und Flavia Pennetta mit 7:66, 2:6 und 1:6.
Ihre besten Weltranglistenpositionen erreichte Reix im Juli 2016 mit Platz 204 im Einzel und im April 2017 mit Platz 219 im Doppel.
2023 wurde Reix für vier Jahre gesperrt, weil sie sechs Partien manipuliert hatte.

## Turniersiege

### Einzel
| Nr. | Datum              | Turnier                 | Kategorie   | Belag     | Finalgegnerin         | Ergebnis               |
| --- | ------------------ | ----------------------- | ----------- | --------- | --------------------- | ---------------------- |
| 1.  | 21. September 2013 | Algier                  | ITF $10.000 | Sand      | Shweta Chandra Rana   | 6:1, 3:6, 6:1          |
| 2.  | 29. September 2013 | Antalya                 | ITF $10.000 | Sand      | Lena-Marie Hofmann    | 6:71, 6:1, 3:0 Aufgabe |
| 3.  | 26. Januar 2014    | Petit-Bourg             | ITF $10.000 | Hartplatz | Khristina Blajkevitch | 6:3, 3:6, 6:1          |
| 4.  | 5. Oktober 2014    | Antalya                 | ITF $10.000 | Hartplatz | Kateřina Vaňková      | 6:4, 6:4               |
| 5.  | 1. Februar 2015    | Petit-Bourg             | ITF $10.000 | Hartplatz | Nicole Frenkel        | 6:1, 6:3               |
| 6.  | 26. Juli 2015      | Les Contamines-Montjoie | ITF $10.000 | Hartplatz | Théo Gravouil         | 7:62, 6:0              |
| 7.  | 2. April 2017      | Mornington              | ITF $25.000 | Sand      | Barbora Krejčíková    | 7:63, 6:4              |

### Doppel
| Nr. | Datum              | Turnier                 | Kategorie   | Belag             | Partnerin        | Finalgegnerinnen                   | Ergebnis      |
| --- | ------------------ | ----------------------- | ----------- | ----------------- | ---------------- | ---------------------------------- | ------------- |
| 1.  | 27. Januar 2007    | Grenoble                | ITF $10.000 | Hartplatz (Halle) | Julie Coin       | Karolina Kosińska Stephanie Rizzi  | 1:6, 7:5, 6:4 |
| 2.  | 14. Januar 2012    | St. Martin              | ITF $10.000 | Hartplatz         | Brandy Mina      | Marion Gaud Amandine Hesse         | 6:4, 6:4      |
| 3.  | 1. März 2013       | Bron                    | ITF $10.000 | Hartplatz (Halle) | Pauline Payet    | Daria Salnikowa Alina Silitsch     | 7:5, 7:5      |
| 4.  | 20. September 2013 | Algier                  | ITF $10.000 | Sand              | Amandine Cazeaux | Shivika Burman Shweta Chandra Rana | 6:0, 6:3      |
| 5.  | 1. November 2014   | Loughborough            | ITF $10.000 | Hartplatz (Halle) | Martina Borecká  | Amy Bowtell Lucy Brown             | 6:3, 6:2      |
| 6.  | 17. Januar 2015    | Fort-de-France          | ITF $10.000 | Hartplatz         | Alexa Guarachi   | Rosie Johanson Gloria Liang        | 6:2, 6:1      |
| 7.  | 23. Juli 2015      | Les Contamines-Montjoie | ITF $10.000 | Hartplatz         | Michaela Hončová | Georgia Brescia Erika Vogelsang    | 6:3, 6:4      |
| 8.  | 1. Juli 2016       | Denain                  | ITF $25.000 | Sand              | Michaela Hončová | Amanda Carreras Alice Savoretti    | 6:1, 6:3      |
| 9.  | 13. Oktober 2017   | Cherbourg-en-Cotentin   | ITF $25.000 | Hartplatz (Halle) | Manon Arcangioli | Samantha Murray Karman Kaur Thandi | 3:1, Aufgabe  |
| 10. | 3. November 2017   | Nantes                  | ITF $25.000 | Hartplatz (Halle) | Manon Arcangioli | Lesley Kerkhove Michaëlla Krajicek | 6:2, 6:3      |